# Trip hop
Pour les articles homonymes, voir Hop.
Sous-genres
Illbient, post-trip hop
Le trip hop est un genre musical ayant émergé au début des années 1990, dans la région de Bristol, au Royaume-Uni. Dérivé de la « post »-acid house, le terme est utilisé par la presse spécialisée britannique et les médias pour décrire une variante plus expérimentale du breakbeat inspirée de la soul, du funk et du jazz. Le genre est décrit comme un « choix européen alternatif de la seconde moitié des années '90s », et comme « une façon de mélanger hip-hop et electronica jusqu'à ce que les deux genres soient méconnaissables. »
Le trip-hop mélange divers styles et présente de nombreux points communs avec d'autres genres ; il possède des qualités similaires à celles de la musique ambient et ses breakdowns orientés breakbeat partagent les caractéristiques du hip-hop. Il contient également des éléments d'acid jazz, de dub, de soul, et de musique expérimentale. Le trip-hop est donc de nature très expérimentale.

## Histoire

### Origines
Le trip-hop émerge dans la ville britannique de Bristol et ses alentours à une période durant laquelle la dance, la house et le hip-hop américains commencent à se populariser. Selon le Merriam-Webster's Dictionary, le terme de « trip hop » est né en 1989, bien qu'il soit utilisé pour la première fois en juin 1994 ; Andy Pemberton, un critique du magazine Mixmag, l'utilise pour décrire l'artiste britannique signé sur Mo' Wax R.P.M. et le single In/Flux de DJ Shadow.
L'une des premières influences du genre vient du soundsystem Tackhead de Gary Clail. Clail travaillait auparavant avec l'ancien chanteur de The Pop Group Mark Stewart. Ce dernier fait des expériences musicales dans son groupe Mark Stewart & the Maffia composé des musiciens originaires de New York Skip McDonald, Doug Wimbish, et Keith LeBlanc, autrefois membres d'un groupe de house au label Sugarhill Records. Produite par Adrian Sherwood, la musique mêle hip-hop, rock expérimental et dub menant ainsi à la publication de ce que deviendra le trip-hop.
Aux origines de la musique Trip-hop, les groupes de Bristol : Massive Attack, Portishead, Tricky, sont cités comme fondateurs de ce  genre musical.

### Post-trip-hop

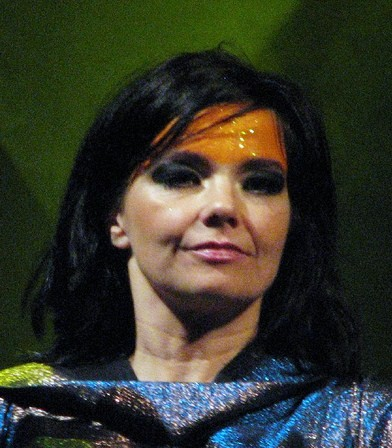
Björk incorpore souvent du trip-hop dans ses chansons,,.

Après le succès initial du trip-hop au milieu des années 1990, une nouvelle génération de musiciens trip-hop émerge. Ces musiciens et groupes « post-trip-hop » notables incluent Archive, Bowery Electric, Esthero, Morcheeba, Hooverphonic, Sneaker Pimps, Anomie Belle, Alpha, Jaianto, Mudville, Cibo Matto et Lamb. Ces groupes et musiciens incorporent du trip-hop dans d'autres genres, incluant ambient, soul, IDM, musique industrielle, dubstep, breakbeat, drum and bass, acid jazz et new age. Un article publié en 2002 du journal The Independent utilise pour la première fois le terme de « post-trip hop » pour décrire le groupe Second Person.
Le trip-hop a également inspiré des musiciens et groupes d'autres genres, comme Gorillaz, Emancipator, Nine Inch Nails, Travis, Queens of the Stone Age, Allflaws, How to Destroy Angels, Beth Orton, The Flaming Lips, Bitter:Sweet, Beck, ou encore Deftones. De nombreux artistes et groupes, comme Janet Jackson, Kylie Minogue,, Madonna,, Björk,,, Radiohead  et Tame Impala se sont également inspirés du genre. Le trip-hop développe quelques sous-genres musicaux comme l'illbient, un genre dérivé mêlant trip-hop, ambient et hip-hop industriel.

### Années 2000
Le trip-hop continue à inspirer des artistes notables dans les années 2000. Le groupe de rock Antimatter reprend des éléments de trip-hop dans leurs deux premiers albums. RJD2 commence sa carrière comme DJ, mais fait paraître ensuite dès 2001 des albums au label Def Jux. L'album de Zero 7 Simple Things, et en particulier le single Destiny, est très bien accueilli par les auditeurs de la scène underground. En 2006, Gotye lance son premier album Like Drawing Blood. Les chansons de l'album présentent des caisses down-tempo hip-hop et une basse orientée dub également incluse dans le trip-hop. Les groupes de hip-hop Zion I et les Dub Pistols sont également très inspirés par le trip-hop,.
La plupart des producteurs ne sont pas explicitement catégorisés trip-hop mais s'en inspirent malgré tout dans les années 2000. Daniel Nakamura, alias Dan the Automator, fait paraître deux albums largement inspirés par le trip-hop. L'album Deltron 3030 (en 2000) est album-concept parlant d'un rappeur, joué par Del the Funky Homosapien, venu du futur. 2001 voit la sortie de Music to Make Love to Your Old Lady By du groupe Lovage, avec Mike Patton, Prince Paul, Maseo, Damon Albarn, et Afrika Bambaataa. L'album de Fatboy Slim Halfway Between the Gutter and The Stars est un succès commercial.

### Années 2010
En 2009, Fever Ray sort son premier album mêlant trip-hop et ambient, devient progressivement une icône importante du genre. Son deuxième album, bien moins atmosphérique que le premier, est paru en 2018 et a mené à un concert à guichet fermé à L'Olympia.
Quelques albums notables du genre incluent Heligoland de Massive Attack et A Bright Cold Day de Dutch en 2010. How to Destroy Angels fait paraître son EP homonyme en 2010, et un album Welcome Oblivion en 2013. The Less You Know, The Better de DJ Shadow est commercialisé en 2011.
Lana Del Rey fait paraître son deuxième album, Born to Die en 2012, qui contient quelques ballades trip-hop ayant atteint les classements de nombreux pays dont l'Australie, l'Allemagne, la France, et le Royaume-Uni ; et dénombre 3,4 millions d'exemplaires vendus à l'international en 2013 selon la Fédération internationale de l'industrie phonographique.
En 2017, Tricky sort son 13e album studio intitulé « ununiform ». On découvre également le groupe The Airplane qui sort son premier album éponyme, récompensé comme l'un des meilleurs albums de l'année selon le site trip-hop Nation.

## Caractéristiques
Ce genre musical a pour base une rythmique hip-hop, sur laquelle viennent se greffer toutes sortes d'influences, notamment jazz, blues, musique électronique, musique de film, soul, rock, et dub. Il s'enrichit ainsi beaucoup et se décompose maintenant en de nombreux sous-genres (acid jazz, downtempo, electro-dub, nu jazz ou electro-libre). L'éclectisme est de mise. Le but artistique de la majorité des groupes se réclamant du trip-hop est de créer une musique « planante », à l'aspect généralement mélancolique et calme (même si des influences plus rapides dans le tempo existent). Ce genre s'inscrit aussi par certains aspects dans la lignée directe de certains groupes post-punk comme Siouxsie and the Banshees et The Cure, ces deux combos ayant été repris par Tricky et Massive Attack,. Tricky ouvre son deuxième album Nearly God par une version de Tattoo, un morceau pré-trip-hop de Siouxsie and the Banshees. Les journalistes de France Inter citent comme titre précurseur du genre Tattoo de Siouxsie and the Banshees (un morceau proto-trip-hop enregistré en 1983).
Les racines du trip-hop se trouveraient dans les groupes évoluant dans la ville britannique de Bristol au début des années 1990, à l'image de Portishead, de Massive Attack et de Tricky. Mais les premières réalisations du genre sont de Smith & Mighty, producteurs du premier single de Massive Attack. L'étymologie du terme trip-hop provient par ailleurs de la contraction de l'expression hip-hop expérimental (abstract hip-hop en anglais), une branche plus instrumentale et expérimentale du hip-hop. Ainsi, tout en s'inspirant beaucoup des genres déjà existants, le but du trip-hop est de procurer une émotion transcendante en travaillant un côté innovant et expérimental. Le son est donc souvent riche et composé de nombreuses pistes superposées, mêlant voix, instruments et samples électroniques, à l'image du Endtroducing..... de DJ Shadow, souvent cité comme référence en la matière ou plus récemment du producteur français Wax Tailor avec Tales of the Forgotten Melodies (2005) et Hope and Sorrow (2007). Le genre se fait connaître de plus en plus (grâce, par exemple, aux musiques de publicités qui contiennent beaucoup de trip-hop, ou encore aux musiques de films ou de séries télévisées).